# Park Narodowy Billizma
Park Narodowy Billizma (arab. الحظيرة الوطنية بلزمة, fr. Parc National de Belezma) – park narodowy w prowincji Batina w północno-wschodniej Algierii.

## Opis
Założony w 1985 roku park znajduje się w północno-wschodniej Algierii niedaleko Batiny, rozciągając obszar chroniony na tereny górskie masywu Dżabal Billizma w Dżabal al-Auras. 
Habitat wielu gatunków flory i fauny. Na terenie parku występuje 59 gatunków zagrożonych wyginięciem, min. wiciokrzew Lonicera etrusca, gazele edmi i dorkas, owca grzywiasta i serwal. Ponadto występują tu: hieny, szakale, lisy, jeżozwierze, karakale, łasice oraz wiele gatunków ptaków, m.in. góropatwy berberyjskie, orły południowe, kanie czarne, turkawki zwyczajne. Spotyka się tu storczyki, sosnę alepską, klon francuski, ostrokrzew kolczasty, jałowiec Juniperus oxycedrus, pistację terpentynową i dziką różę.
Na terenie parku znajdują się liczne stanowiska archeologiczne z pozostałościami z czasów rzymskich.